# Federal Prospects Hockey League
Federal Prospects Hockey League (FPHL; česky zhruba: Federální hokejová liga talentů) je profesionální liga ledního hokeje v severní Americe. Založena byla v roce 2009 pod názvem Federal Hockey League. Soutěže se účastní týmy ze středozápadu, jihu a severovýchodu Spojených států amerických. Do sezóny 2018/19 se soutěže účastnily i týmy z Kanady a poslední z nich North Shore Knights zanikl v roce 2018. V roce 2019 se soutěž přejmenovala na Federal Prospects Hockey League a tento název jí zůstal do současnosti. Momentálně do ligy nastupuje 11 mužstev převážně z východního pobřeží USA. V lize působí také řada hráčů z Evropy a Ruska.

## Týmy

### Týmy působící v ročníku 2023/2024
V sezóně 2023/2024 zahrnuje tato liga družstva ze států Connecticut, Georgie, Louisiana, Michigan, Mississippi, New York, Severní Karolína a Virginie.
| Družstvo               | První sezóna         | Domácí aréna                         | Počet diváků         | Město (stát)                     |
| Kontinentální divize   | Kontinentální divize | Kontinentální divize                 | Kontinentální divize | Kontinentální divize             |
| ---------------------- | -------------------- | ------------------------------------ | -------------------- | -------------------------------- |
| Baton Rouge Zydeco     | 2023                 | Raising Cane's River Center Arena    | 7 750                | Baton Rouge (Louisiana)          |
| Blue Ridge Bobcats     | 2023                 | Appalachian Exposition (Apex) Center | 3 000                | Wytheville (Virginie)            |
| Carolina Thunderbirds  | 2017                 | Winston-Salem Fairgrounds Annex      | 3,150                | Winston-Salem (Severní Karolína) |
| Columbus River Dragons | 2019                 | Columbus Civic Center                | 7 459                | Columbus (Georgie)               |
| Mississippi Sea Wolves | 2022                 | Mississippi Coast Coliseum           | 9 150                | Biloxi (Mississippi )            |
| Port Huron Prowlers    | 2015                 | McMorran Place                       | 3 400                | Port Huron (Michigan)            |
| Empire divize          |                      |                                      |                      |                                  |
| Binghamton Black Bears | 2021                 | Visions Veterans Memorial Arena      | 4 710                | Binghamton (New York             |
| Danbury Hat Tricks     | 2019                 | Danbury Ice Arena                    | 2 500                | Danbury (Connecticut)            |
| Elmira River Sharks    | 2023                 | First Arena                          | 3 784                | Elmira (New York)                |
| Motor City Rockers     | 2022                 | Big Boy Arena                        | 3 300                | Fraser (Michigan)                |
| Watertown Wolves       | 2010                 | Watertown Municipal Arena            | 1 523                | Watertown (New York              |

## Přehled finále soutěže
Zdroj: 
| Sezona     | Vítěz                                        | Finálová série                               | Poražený finalista                           |
| ---------- | -------------------------------------------- | -------------------------------------------- | -------------------------------------------- |
| 2010/2011  | Akwesasne Warriors (klub zanikl)             | 3–1                                          | New York Aviators (klub zanikl)              |
| 2011/2012  | New Jersey Outlaws (klub zanikl)             | 3–0                                          | Danbury Whalers (klub zanikl)                |
| 2012/2013  | Danbury Whalers (klub zanikl)                | 3–0                                          | Dayton Demonz (klub zanikl)                  |
| 2013/2014  | Dayton Demonz (klub zanikl)                  | 3–2                                          | Danbury Whalers (klub zanikl)                |
| 2014/2015  | Watertown Wolves                             | 3–2                                          | Danville Dashers                             |
| 2015/2016  | Port Huron Prowlers                          | 3–0                                          | Danbury Titans (klub zanikl)                 |
| 2016/2017  | Danville Dashers                             | 3–2                                          | Berlin River Drivers (klub zanikl)           |
| 2017/2018  | Watertown Wolves                             | 3–1                                          | Port Huron Prowlers                          |
| 2018/2019  | Carolina Thunderbirds                        | 3–1                                          | Elmira Enforcers (klub zanikl)               |
| 2019/2020  | Sezóna nedohrána z důvodu Pandemie covidu-19 | Sezóna nedohrána z důvodu Pandemie covidu-19 | Sezóna nedohrána z důvodu Pandemie covidu-19 |
| 2020/2021* | Columbus River Dragons                       | 3–0                                          | Elmira Enforcers (klub zanikl)               |
| 2021/2022  | Watertown Wolves                             | 2–1                                          | Columbus River Dragons                       |
| 2022/2023  | Danbury Hat Tricks                           | 3–2                                          | Carolina Thunderbirds                        |
| 2023/2024  |                                              |                                              |                                              |

* Sezóna byla vinou pandemie a nízkého počtu účastníků zkrácena a soutěž byla proto na tento ročník přejmenována na „Ignite Cup“.